# Daniela Cociu
Daniela Cociu (n. 4 mai 2000, Chircăiești, raionul Căușeni, Republica Moldova) este o canoistă moldoveană.

## Carieră
Sportiva s-a apucat de canoe la vârsta de 14 ani. Împreună cu Maria Olărașu a cucerit medalia de aur la Campionatul European de Tineret (sub 23) în proba de C-2 pe distanța de 500 m. La seniori au ocupat locul 9 la Campionatul Mondial din 2021 și locul 7 la Mondialele din 2022 și 2023. Au participat de două ori la Jocurile Olimpice, atât la Tokio (2021), cât și la Paris (2024) s-au clasat pe locul 7.
Tandemul este pregătit de Victor Reneischi, dublu campion olimpic.

## Legături externe
Materiale media legate de Daniela Cociu la Wikimedia Commons
- Daniela Cociu la Comitetul Național Olimpic și Sportiv din Republica Moldova
- en  Daniela Cociu la Federația Internațională de Canoe
- en Daniela Cociu la Olympedia.org
- en  Daniela Cociu la olympics.com